# ГЕС Píngtóu
ГЕС Píngtóu (坪头水电站) — гідроелектростанція у центральній частині Китаю в провінції Сичуань. Знаходячись післяч ГЕС Liǔhóng, становить нижній ступінь каскаду на річці Měigū, лівій притоці Дзинші (верхня течія Янцзи).
У межах проєкту долину річки перекрили бетонною греблею висотою до 39 метрів та довжиною 156 метрів. Вона утримує невелике водосховище з об'ємом 621 тис. м3 (корисний об'єм 98 тис. м3), у якому припустиме коливання рівня поверхні в операційному режимі між позначками 910 та 913 метрів НРМ.
Зі сховища через лівобережний гірський масив прокладено дериваційний тунель, який транспортує ресурс до машинного залу. Основне обладнання станції становлять три турбіни потужністю по 60 МВт, котрі забезпечують виробництво 861 млн кВт·год електроенергії на рік. Відпрацьована вода потрапляє назад до річки на відстані більш ніж за 10 км по прямій від греблі.